# Kühngasse (Dettelbach)
Die Kühngasse ist ein historischer Siedlungskern der unterfränkischen Stadt Dettelbach im Landkreis Kitzingen. Die Vorstadt bildete sich bereits kurze Zeit nach der Stadterhebung 1484 und verschwand im Zuge der Zerstörungen des Dreißigjährigen Krieges. In der Kühngasse war die Kühngassenmühle angesiedelt.

## Geografische Lage
Die Kühngasse liegt nördlich der Dettelbacher Altstadt und ist heute weitgehend überbaut, wobei der alte Straßenverlauf heute noch erkennbar ist. Die Straße befindet sich außerhalb der Dettelbacher Stadtbefestigung, südwestlich der alten Vorstadt lag das Brücker Tor. Heute ist die Kühngasse von Neubaugebieten umgeben, weiter im Norden schließen sich die Ein- und Mehrfamilienhäuser in der Bergstraße und der Mozartstraße an. Weiter westlich stand der Bahnhof Dettelbach-Stadt. Der Bibergauer Mühlbach fließt am Rande der ehemaligen Vorstadt.
Das Areal der ehemaligen Vorstadt nimmt heute die neue Kühngasse ein. Sie entstand in der Mitte des 19. Jahrhunderts und hat acht Hausnummern, von denen die meisten außerhalb des Gebiets der alten Vorstadt liegen.

## Geschichte
Dettelbach wurde im Jahr 1484 durch den Würzburger Fürstbischof Rudolf II. von Scherenberg zur Stadt erhoben. Gleichzeitig erhielt der Ort ein eigenes Marktrecht und konnte neben den rechtlichen Vorteilen auch wirtschaftlich aufsteigen. Die Aufwertung führte auch zu einem Anwachsen der Bevölkerung, die sich aufgrund der noch unklaren Ausmaße des Stadtareals im Norden der Altstadt am Bibergauer Mühlbach ansiedelte. Bald nach der Stadterhebung umgab man Dettelbach mit einer Befestigung, in der die Neubürger im Norden nicht mit einbezogen wurden.
Im Jahr 1591 wurde die Vorstadt erstmals urkundlich beschrieben. Damals standen in der „Vorstadt, die Kühngassen genannt“ etwa 20 Herdstätten. Die Namensherkunft der Vorstadt ist unklar. Alle Bewohner der Kühngasse wurden rechtlich genauso behandelt wie die Bürger der Stadt. Die Vorstadt war inzwischen wohl auch als eine Art Vorwerk in die Stadtbefestigung einbezogen worden, sodass die Bewohner nun etwas vom Schutz der Stadtmauer profitierten.
In der Kühngasse lag die sogenannte Kühngassenmühle oder Vorstadtmühle, die zu den zwölf Stadtmühlen Dettelbachs gehörte. Sie war wohl das einzige Gebäude, das den Niedergang der Vorstadt überdauerte. Die Kühngasse tauchte in einem Salbuch des Jahres 1638 nicht mehr auf. Wahrscheinlich war die Vorstadt in den Wirren des Dreißigjährigen Krieges abgebrochen worden. Die Bewohner, die zu den Stadtbürgern zählten, waren wohl in die Dettelbacher Altstadt gezogen.
Am Ende des 19. Jahrhunderts wuchs die alte Stadt aus ihren Grenzen hinaus und man begann auch das alte Areal der Vorstadt wieder zu besiedeln. Dort wurden vor allem größere Gehöfte gebaut, die in der mittelalterlichen Stadt keinen Platz fanden. Bei den Arbeiten legte man untertägige Überreste der Vorgängerbebauung frei. Im Jahr 1900 wurde der Bahnhof Dettelbach-Stadt am Rande der Kühngasse errichtet, er war bis zum Jahr 1960 in Betrieb.

## Kühngassenmühle
Die Kühngassenmühle (auch Vorstadtmühle, Strobelsmühle oder Dienenmühle) stand in der Vorstadt. Sie gehörte zu den sogenannten zwölf Getreidemühlen um Dettelbach und wurde im Jahr 1591 erstmals urkundlich erwähnt, wobei sie zu diesem Zeitpunkt noch nicht namentlich genannt wurde. Damals war nur von vier Mühlen „gegen Bibergau“, also am Bibergauer Mühlbach, die Rede. Namentlich erwähnt wurde die Kühngassenmühle im Jahr 1638. Die Anlage wurde wenig später im Dreißigjährigen Krieg zerstört.
Anders als die sie umgebende Vorstadt baute man die Mühle nach dem Krieg wieder auf. Um 1700 geriet der damalige Inhaber Hans Georg Benninger in Streit mit den Nachbarn, über dessen Ausgang die Quellen schweigen. Im Jahr 1777 wurde die Mühle als Dienenmühle erwähnt. Der Mühlbetrieb wurde erst in den 1970er Jahren vom letzten Müller Strobel aufgegeben und die Mühle abgerissen. → siehe auch: Liste der Mühlen am Dettelbach, am Bibergauer Mühlbach und am Schernauer Bach